# Депортация калмыков

Памятник жертвам сталинского геноцида, Элиста

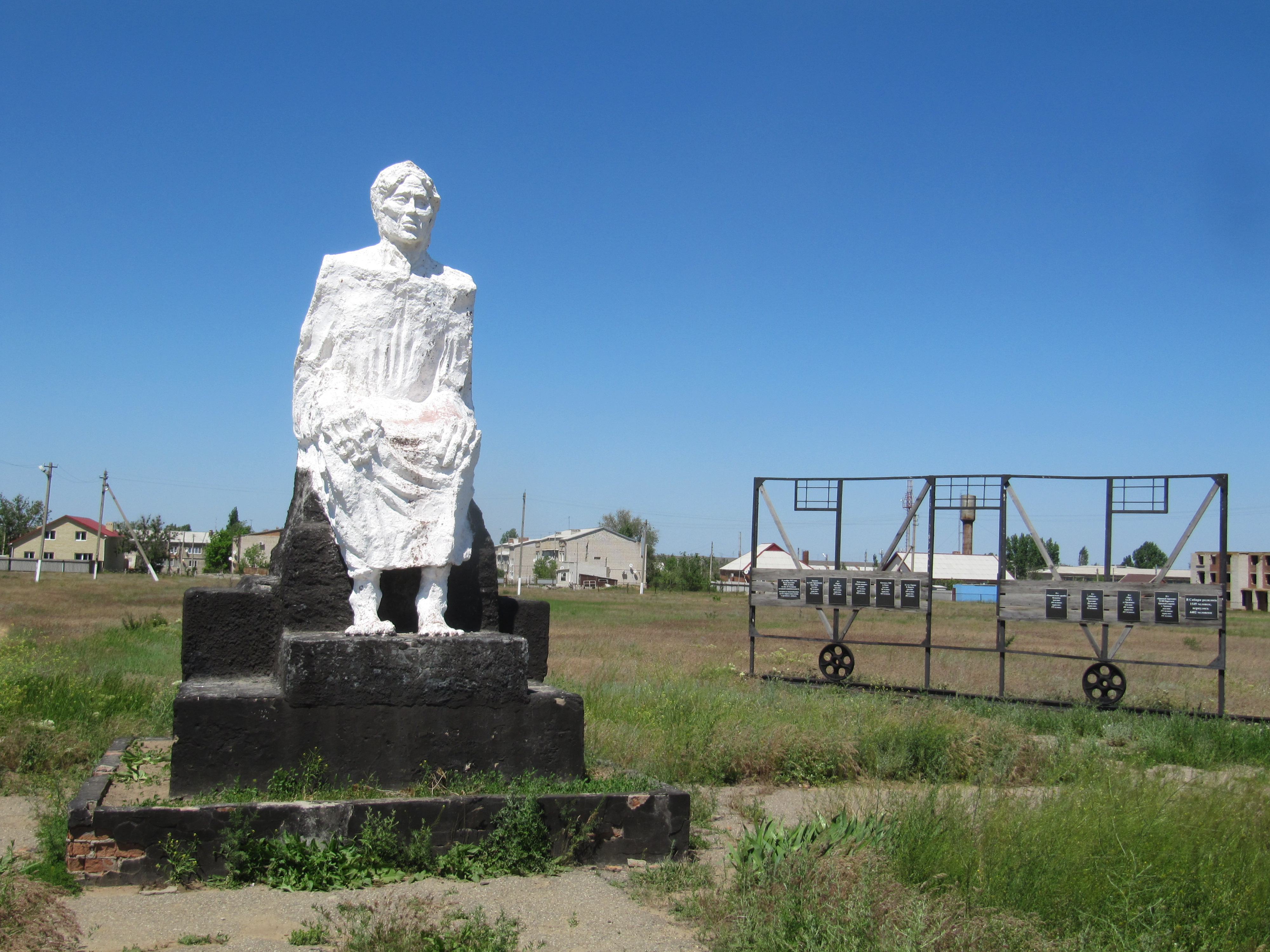
Мемориал жертвам депортации калмыков, Троицкое, Калмыкия

Депортация калмыков, или Операция «Улусы» — форма политических репрессий по национальному признаку, операция НКВД, принудительная высылка из мест постоянного проживания этнических калмыков в 1943—1944 годах в районы Урала, Сибири и Средней Азии, признанная Верховным советом РСФСР как акт геноцида (см. преамбулу и ст. 2 Закона РСФСР от 26 апреля 1991 года № 1107-1 «О реабилитации репрессированных народов»).
17 марта 1956 года Указом Президиума Верховного Совета СССР для калмыков был отменён режим спецпоселенцев и административный надзор.
9 января 1957 года Указом Президиума Верховного Совета СССР калмыкам было разрешено вернуться в места, откуда они были выселены, и была образована Калмыцкая автономная область в составе Ставропольского края РСФСР.
29 июля 1958 года Указом Президиума Верховного Совета СССР Калмыцкая автономная область была преобразована в Калмыцкую АССР в составе РСФСР.
Официальная реабилитация калмыков (то есть юридическое признание незаконности и необоснованности депортации) была проведена в 1991 году в соответствии с Законом РСФСР от 26 апреля 1991 года № 1107-1 «О реабилитации репрессированных народов».

## Предшествующие события
По данным Всесоюзной переписи населения СССР 1939 года, по состоянию на начало 1939 года в СССР проживало 134 402 калмыка.
После начала Великой Отечественной войны, в конце ноября 1941 года на территории Калмыцкой АССР началось формирование 110-й отдельной Калмыцкой кавалерийской дивизии РККА, среди бойцов и командиров которой было значительное количество военнослужащих калмыцкой национальности. После завершения подготовки дивизия была включена в состав 51-й армии и в июне-июле 1942 года участвовала в оборонительных боях на Дону, у реки Маныч и на Северном Кавказе. В районе Ростова-на-Дону находившаяся на фронте 110-я калмыцкая кавалерийская дивизия. В результате на территории Калмыцкой АССР сложилась напряжённая обстановка.
В дальнейшем, в ходе летнего наступления 1942 года, немецко-румынские войска группы армий «A» оккупировали большую часть Калмыцкой АССР (пять улусов были оккупированы полностью, ещё три улуса — оккупированы частично).
В это время на оккупированной территории были развёрнуты органы немецкого военного командования и иные полицейские, административные и специальные органы:
- так, в оккупированной Элисте была размещена зондеркоманда 11а спецгруппы D («Зондеркоманда Астрахань»), которой руководил гауптштурмфюрер СС Рольф Маурер, здесь же были размещены военная комендатура и специальное немецкое подразделение для борьбы с советскими партизанами и разведывательно-диверсионными группами, возглавляемое полковником Вольфом[3].

В дальнейшем территорию Калмыкии предполагалось включить в состав рейхскомиссариата «Кавказ». С этой целью по инициативе «калмыцкого отдела» «министерства восточных территорий» Альфреда Розенберга в 1942 году в Берлине были созданы «Калмыцкий национальный комитет» (Kalmükisches Nationalkomitee) и «калмыцкий хурул», которые начали деятельность на оккупированной немцами территории Калмыкии.
Под немецким контролем на оккупированной территории Калмыцкой АССР началось создание гражданской администрации, вспомогательной полиции и иных вооружённых охранно-полицейских формирований из местных жителей.
Вспомогательная полиция на оккупированной территории Калмыцкой АССР была создана в августе 1942 года, общая численность лиц, служивших во вспомогательной полиции, составляла 800—900 человек (из них 170 полицейских служили в городской полиции города Элисты, а остальные служили в сельской полиции).
Также началось привлечение жителей на службу в подразделениях вермахта (в частности, калмыки служили в Калмыцком кавалерийском корпусе, 1-й казачьей дивизии вермахта и «туркестанском легионе») и иных военизированных вооружённых формированиях.
- в целом, по мнению К. М. Александрова, в 1941—1945 годах военную службу на стороне Третьего Рейха несли примерно 5 тыс. калмыков[9]; по оценке С. И. Дробязко — до 7 тыс. калмыков[10].

«Абвергруппа-103», размещённая в Элисте, начала вербовку агентуры из местных жителей.
Сформированные из калмыков вооружённые формирования использовались немцами для охраны объектов, несения патрульной службы, охраны флангов немецких подразделений, ведения разведки и наблюдения, борьбы с советскими партизанами и разведывательно-диверсионными группами.
Имели место и иные формы и проявления коллаборационизма, в частности:
- работа в органах пропаганды и участие в пропагандистской деятельности:

- в оккупированной Элисте работала редакция, выпускавшая газеты «Свободная земля» (выходившую трижды в неделю тиражом 16 000 экземпляров) и «Теегин херд» (на калмыцком языке);
- калмыцкий национальный комитет издавал журнал «Хальмаг»;
- для калмыцких легионеров в составе Калмыцкого корпуса и иных «восточных» формирований выпускалась газета «Хальмг Дääч» на русском и калмыцком языках;
- кроме того, в июле 1943 г. по инициативе министерства пропаганды Германии при его восточном отделе была создана калмыцкая редакция на радио Берлина, которая подчинялась непосредственно структурному подразделению «Винета». Редактором был назначен П. Джевзинов, сотрудниками редакции — С. Степанов, Б. Бембетов, Д. Чурюмов, С. Аршинов, С. Балданов. Активное участие в организации работы и подготовке радиопередач принимали также служащие Калмыцкого отдела Восточного министерства С. Далантинов, Д. Ремелев, С.-Р. Меньков, А. Борманжинов, Х. Чурюмов, С. Кульдинов, С. Кульдинова, С. Бадминов, Н. Нембриков и др. Первая передача вышла в эфир на калмыцком языке 3 августа 1943 г. В первые же месяцы вещания редакция радио выступила с обращением к калмыкам СССР, призывая вступать в ряды немецкой армии, ускорить её победу;

- активное сотрудничество с оккупантами в качестве сотрудников гражданской администрации (на должности переводчиков, старост, уполномоченных по заготовкам…);
- пособничество оккупантам в качестве агентов спецслужб, полицейских осведомителей, доносчиков…[1]

В то же время на ряд ответственных постов немцами были назначены белоэмигранты калмыцкого происхождения — например, бургомистром Элисты был назначен Бембе Цуглинов. В начале декабря 1942 года в Элисту прибыли находившиеся на немецкой службе калмыцкие белоэмигранты Болданов и Балинов, которые заявляли, что после взятия немцами Сталинграда и Астрахани будет создано «Калмыцкое правительство».
Вооружённые группы калмыков, среди которых были бывшие полицейские, легионеры и дезертиры, продолжали действовать на территории Калмыкии после отступления немецких войск.
До 19 марта 1943 года из числа скрывавшихся на территории Калмыцкой АССР легионеров калмыцкого кавалерийского корпуса 46 было убито, 30 было захвачено с оружием и ещё 334 добровольно сдалось; у них было изъято 7 пулемётов и автоматов, 133 винтовки и 5018 шт. патронов. Кроме того, органами НКВД Калмыцкой АССР было арестовано 303 человека (243 немецких пособника, 28 германских агентов и подозреваемых в шпионаже, 16 человек дезертиров и бандитского элемента и 25 человек «прочего антисоветского элемента»).
До мая 1943 года обстановка на территории Калмыцкой АССР оставалась напряжённой, для борьбы с бандитизмом пришлось создать более 20 оперативно-войсковых групп сотрудников НКВД и усилить местные гарнизоны, но уже к августу 1943 года обстановка изменилась — удалось ликвидировать 23 банды общей численностью 786 человек (при этом 64 бандита было уничтожено, 381 — арестовано и задержано, ещё 341 прекратили незаконную деятельность и вернулись к мирной жизни). По неполным данным, только в период с января по ноябрь 1943 года бандитами было совершено 28 вооружённых налётов и ограблений, 28 убийств военнослужащих РККА, 35 убийств советских, партийных работников и сторонников Советской власти, 18 случаев вооружённого сопротивления оперативно-войсковым группам сотрудников НКВД (в ходе которых было убито 12 и ранено 10 сотрудников НКВД). К концу декабря 1943 года антисоветские калмыцкие вооружённые группы были в основном ликвидированы НКВД, продолжали действовать лишь 4 группы общей численностью 17 человек.
Однако мнение, что большинство калмыцкого населения СССР являлось пособниками немцев, не соответствует действительности. Калмыки внесли вклад в победу СССР в Великой Отечественной войне, они воевали в Красной Армии, в составе партизанских отрядов и разведывательно-диверсионных групп:
- в Красную Армию были призваны 25 747 калмыков[17], которые сражались с первого до последнего дня войны, 9026[17] из них погибли, ещё 4326[17] из 7458[4] оказавшихся в плену не перешли на сторону противника[17];
- калмыками являлись 125 из 220 добровольцев, подготовленных в разведшколе № 005 и переброшенных в тыл противника к середине ноября 1942 года. Они участвовали в советском партизанском движении на территории Калмыкии и сопредельных территорий, многие из них погибли[18];
- помимо партизанского движения на территории Калмыкии, калмыки участвовали в партизанском движении на других территориях СССР (так, М. А. Сельгиков участвовал в партизанском движении на территории Погарского района Орловской области РСФСР, М. В. Хонинов — на территории Березинского района Могилёвской области БССР, а Н. Л. Мениев — на территории УССР[19]);
- Х. О. Бадмаев являлся участником партизанского движения в Югославии, он воевал в 18-й бригаде НОАЮ[20].

## Ликвидация Калмыцкой АССР
27 декабря 1943 года вышел Указ Президиума Верховного Совета СССР «О ликвидации Калмыцкой АССР и образовании Астраханской области в составе РСФСР».
В 1944 году Калмыцкая АССР была упразднена, её районы вошли в состав соседних областей и Ставропольского края. Западный и Яшалтинский районы (последний переименован в Степновский) вошли в состав Ростовской области, г. Элиста (переименована в г. Степной) и прилегающие улусы Приютненский, Кетченеровский, Черноземельский, Троицкий, Юстинский, Приволжский, Каспийский — в состав Астраханской области, Малодербетовский, Сарпинский улусы — в состав Сталинградской области. Калмыцкие названия улусов и их центров, а также отдельных населённых пунктов заменялись русскими названиями.
9 марта 1944 года был упразднён Калмыцкий район Ростовской области, его территория разделена между Мартыновским, Романовским, Зимовниковским и Пролетарским районами.

## Операция «Улусы»

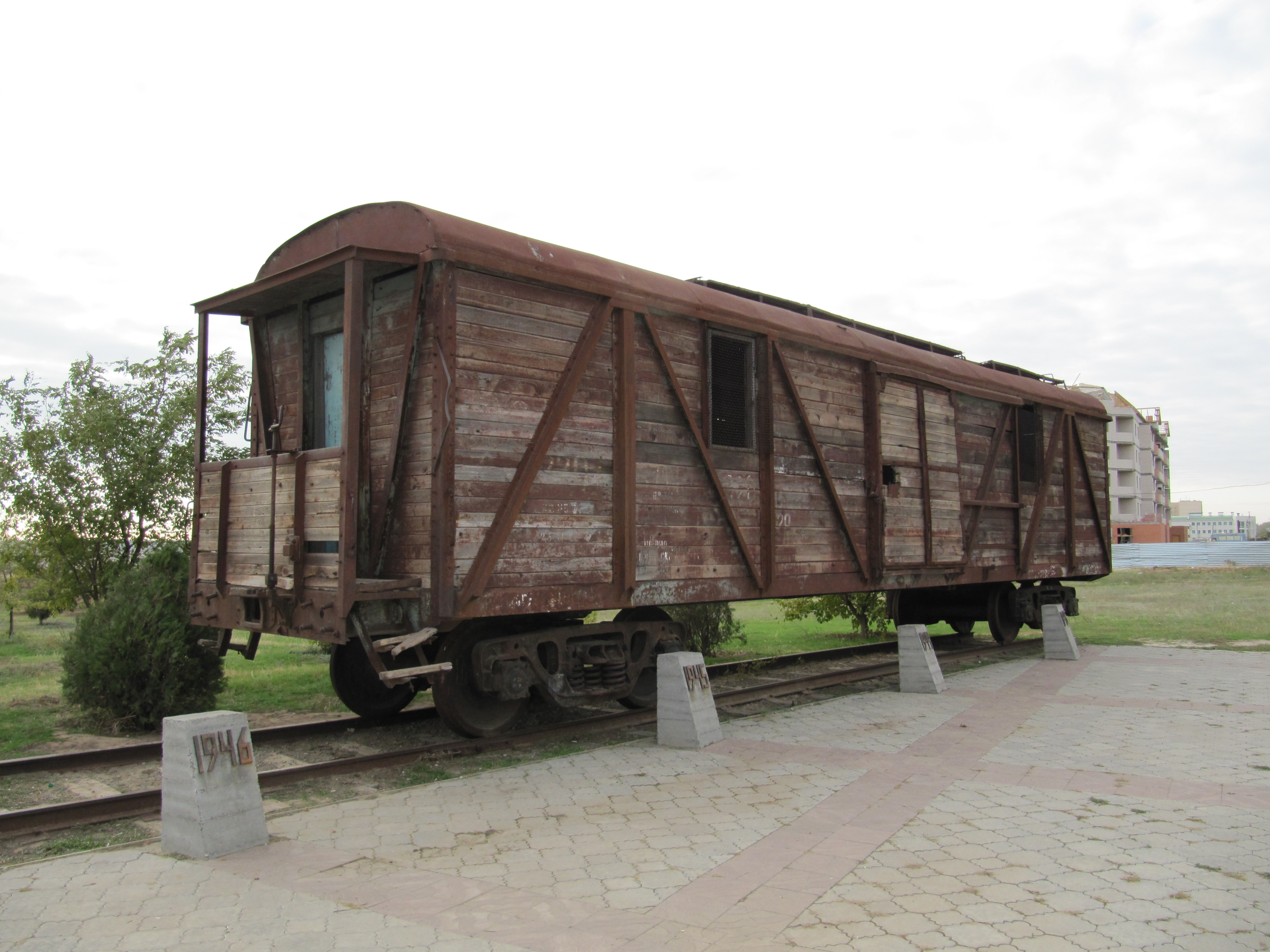
Железнодорожный вагон. Фрагмент мемориального комплекса «Исход и Возвращение», Элиста

28 декабря 1943 года вышло постановление СНК СССР № 1432/425сс «О выселении калмыков, проживающих в Калмыцкой АССР», которое устанавливало порядок выселения калмыков в Алтайский и Красноярский края, Омскую и Новосибирскую области и предоставления материалов для их обустройства на новом месте проживания.
Депортация калмыков рассматривалась как мера наказания за имевшее место массовое противодействие органам Советской власти, борьбу против Красной Армии, как средство урегулирования национального конфликта, возникшего с калмыками. Выселению были подвергнуты в первую очередь калмыки, проживавшие на территориях Калмыцкой АССР, Калмыцкого района Ростовской области, а также военнослужащие.
Операция по депортации калмыков проводилась 28—29 декабря 1943 года под кодовым названием «Улусы». В ней участвовали 2975 офицеров НКВД, а также 3-й мотострелковый полк НКВД, ранее выселявший карачаевцев. Руководил операцией начальник УНКВД по Ивановской области генерал-майор М. И. Маркеев.
В ходе первого этапа операции было сформировано 46 эшелонов, которыми было вывезено 93 139 человек (26 359 семей). При этом среди подлежавших депортации лиц было выявлено и арестовано 750 бандитов, бандпособников, бывших полицейских и иных активных немецких пособников.
В течение января 1944 года было депортировано ещё 1014 человек. Между районами вселения они были распределены следующим образом: Омская область — 24 325 человека, Красноярский край — 21 164, Алтайский край — 20 858, Новосибирская область — 18 333 человек. Больше половины калмыцкого контингента в Тюменской области было расселено в её северных округах — Ямало-Ненецком, Ханты-Мансийском и Тобольском. Поскольку выселение происходило в зимнее время, смертность при перевозке была высокой. В местах вселения нередко[уточнить] вспыхивали эпидемии (сыпного тифа).
В 1944 году депортации калмыков продолжились за счёт выселения тех, кто проживал вне Калмыцкой АССР. 25 марта 2536 человек из Ростовской области отправили в Омскую обл., 2—4 июня 1178 человек из Сталинградской области отправили в Свердловскую область.
Военнослужащие-калмыки командно-начальствующего и политического состава были в основном отозваны с фронтов и из военных учебных заведений, направлены в распоряжение Западно-Сибирского и Средне-Азиатского военных округов и распределены на службу по различным военным комиссариатам, а затем постепенно уволены со службы. Тем не менее военнослужащие-калмыки продолжали служить в действующей армии до окончания войны (в середине 1944 года в вооружённых силах СССР служили 2351 калмыков, в 1945 году — 2205 калмыков, при этом осталось неучтённым некоторое количество военнослужащих-калмыков, сменивших национальность в 1944—1945 годы). Военнослужащие-калмыки, не сменившие национальность, были депортированы после демобилизации — в соответствии с распоряжением начальника 8-го отдела Генерального штаба Красной армии генерал-майора И. Смородинцева от 13 января 1944 года.
Солдаты и офицеры калмыцкой национальности были направлены в Астрахань и переданы НКВД, который вывез офицеров в Ташкент и Новосибирск, а рядовых направил на строительство Широковской гидроэлектростанции в Пермской области. Труд репрессированных калмыков был принудительным: они не имели права выбрать или сменить место работы без разрешения НКВД. При этом сосланные калмыки подвергались систематической дискриминации в трудовых отношениях и произволу со стороны работодателей.
Женщины-некалмычки, бывшие замужем за калмыками, также брались на учёт и подвергались депортации. В то же время калмычек, вышедших замуж за некалмыков, на учёт не брали.
В 1944 году первый секретарь ЦК КП(б) Киргизии т. Вигов обратился в НКВД СССР с запросом об освобождении сарт-калмыков (уроженцев Киргизии), по результатам рассмотрения запроса в сентябре 1944 года сарт-калмыки были сняты с учёта, после чего 49 сарт-калмыков (бывших военнослужащих РККА) направили в распоряжение Уральского военного округа, а остальных демобилизовали. Вместе с ними был освобождён и бывший миномётчик И. П. Очига (калмык по национальности, уроженец города Сарканд Алма-атинской области Казахской ССР).
В конце 1944 года награждённые орденами военнослужащие-фронтовики — калмыки по национальности были освобождены от участия в строительстве Широковской ГЭС и направлены по месту проживания семей.

## Последующие события
На основе решения СНК СССР от 14 октября 1943 года Наркомзему перешло от 23 541 хозяйств калмыков 120 622 головы скота. Всего же колхозы и колхозники республики оставили 173 тыс. голов скота, из них крупного рогатого скота — 80 тыс. голов, овец — 10 400, рабочего скота — 9 тыс. голов. Скот оставался только в бывших совместных русско-калмыцких колхозах. Остальной передавался в распоряжение Украинской ССР и соседних областей РСФСР. Однако наблюдалось катастрофическое сокращение поголовья скота, так как почти повсюду отсутствовала кормовая база, не хватало рабочих-животноводов.
После размещения на новом месте жительства депортированные калмыки неоднократно пытались самовольно покинуть места поселения, после наступления весны 1944 года случаи побегов участились: если к началу мая 1944 года было совершено 30 побегов, то по состоянию на 1 июня 1944 года бежало 246 поселенцев (из которых были впоследствии задержаны только 133) и ещё 51 побег был предотвращён.
Кроме того, имело место совершение депортированными уголовных преступлений и отдельные случаи террора в отношении представителей власти. Также были зафиксированы случаи ведения депортированными антисоветской агитации:
- в первые месяцы 1944 года преобладала прогерманская пропаганда (о «неизбежной победе Германии над СССР в ходе наступления летом 1944 года», после чего калмыки «посчитаются с теми, кто распорядился депортировать калмыков»)[28];
- были зафиксированы также прояпонские настроения (калмыки Г. Кедеев и Д. П. Пюрвеев в разговорах с другими спецпоселенцами призывали «ожидать японского наступления с Востока» и последующего разгрома РККА, а также подчёркивали расовое и религиозное родство калмыков с японцами), но распространения среди калмыков они не получили[28];
- в конце 1944 года получила распространение пропаганда, возлагавшая надежды на помощь калмыкам со стороны Великобритании и США (бывший староста Лариев, бывший гелюнг Джамбин Намин, инженер Хочинов, колхозник Б. Коленкаев и другие распространяли слухи, что западные союзники «нажмут на СССР» и «продиктуют условия советскому правительству»)[28].

В результате по состоянию на декабрь 1944 года за совершение уголовных преступлений и антисоветскую деятельность было арестовано 188 и поставлено на оперативный учёт 1661 калмыцких спецпереселенцев.
В декабре 1944 года на учёте состояло 87 753 калмыка, из них на оперативном учёте состоял 1661 (35 дезертиров РККА, 20 бывших старост, 41 бывший гелюнг, 41 бывший полицейский, 619 бывших изменников родины и пособников оккупантов, 905 человек антисоветского элемента).
30 декабря 1944 года был принят Указ Президиума ВС СССР «Об амнистии лицам, самовольно ушедшим с предприятий военной промышленности и добровольно возвратившимся на эти предприятия», в соответствии с которым освобождались от ответственности лица, самовольно оставившие предприятия военной промышленности и обеспечивавшие военное производство, но возвратившиеся на эти предприятия до 15 февраля 1945 года. Кроме того, после объявления амнистии 9 мая 1945 года были амнистированы многие калмыки-спецпереселенцы, ранее совершившие правонарушения (в том числе побеги).
В ходе репатриации в мае 1945 — августе 1946 года в СССР вернулись ещё 2318 калмыков (из трёх тысяч гражданских лиц калмыцкой национальности, ушедших из Калмыкии вместе с отступавшими немецко-румынскими войсками), среди них были выявлены лица, работавшие на оккупантов, а также родственники коллаборационистов.
После «фултонской речи» У. Черчилля (5 марта 1946 года) было зафиксировано распространение калмыками слухов о скором военном столкновении Великобритании, США и СССР, поражении СССР и последующим вслед за этим улучшением жизни калмыков.
В 1947 году на учёте состояло 91 919 калмыков, количество погибших и умерших (включая умерших от старости и иных естественных причин) в период с начала депортации составило 16 017 человек.
В марте 1948 года на оперативном учёте состояли 2667 калмыков (1237 бывших изменников родины и пособников оккупантов и 1426 лиц, занимавшихся антисоветской агитацией).
26 ноября 1948 года был издан Указ Президиума Верховного Совета СССР «Об уголовной ответственности за побеги из мест обязательного и постоянного поселения лиц, выселенных в отдаленные районы Советского Союза в период Отечественной Войны», который разъяснял, что репрессированные народы высланы навечно, без права возврата к прежним местам жительства. Документ устанавливал привлечение к уголовной ответственности за самовольный выезд (побег) из мест обязательного поселения в виде 20 лет каторжных работ.
Рождаемость среди калмыков была крайне низкой[сколько?].
По сводкам отдела спецпоселений НКВД СССР, на учёте в 1950 году числилось 77 943 переселенца-калмыка, включая рождённых в период депортации.
Запрет на приём в партию и комсомол для спецпоселенцев-калмыков никогда не устанавливался: только в Омской и Тюменской областях РСФСР в период с 1944 по 1954 год в ВКП(б) вступили 28 спецпоселенцев-калмыков.
В июле 1954 года спецпоселенцы (в том числе калмыки) вновь получили право вступать в профсоюзы.
Существуют различные оценки потерь калмыцкого народа за период депортации:
- по данным «Книги памяти калмыцкого народа», общие потери населения калмыцкого народа[уточнить] составили более половины его общей численности[34];
- по данным Н. Л. Жуковской, «следствием насильственной депортации стала гибель свыше 1/3 части народа»[35].

По данным Всесоюзной переписи населения СССР 1959 года, по состоянию на начало 1959 года в СССР проживало 106 606 калмыков, в дальнейшем их численность увеличивалась.

## Реабилитация
17 сентября 1955 года был принят Указ Президиума ВС СССР «Об амнистии советских граждан, сотрудничавших с оккупантами в период Великой Отечественной войны 1941—1945 гг.», в соответствии с которым были амнистированы лица, которые сотрудничали с оккупантами во время войны (в том числе занимавшие руководящие должности, а также служившие в немецкой армии, жандармерии, полиции и специальных формированиях), за исключением карателей, осуждённых за убийства и истязания советских граждан.
17 марта 1956 года был отменён режим спецпоселенцев для калмыков без права возвращения на родину.
В феврале 1957 года Верховный Совет СССР утвердил Указ Президиума Верховного Совета СССР от 9 января 1957 года о создании Калмыцкой автономной области в составе РСФСР и признал право калмыков вернуться на родину. В 1958 году был восстановлен статус Калмыцкой АССР.
Привлечение к ответственности военных преступников, изменников и гитлеровских пособников продолжалось в индивидуальном порядке:
- так, в 1968 г. в Элисте состоялся открытый судебный процесс над четырьмя военными преступниками калмыцкого происхождения, ими являлись С. А. Коноков (бывший военнослужащий, который летом 1942 г. дезертировал из 110-й кавалерийской дивизии РККА и в декабре 1943 года поступил на службу в Калмыцкий кавалерийский корпус), Ш. Б. Мукубенов (воевавший против СССР в составе отряда Б. Огдонова, а затем записавшийся в Калмыцкий кавалерийский корпус), Б. И. Хаджигоров (сначала вступивший в «туркестанский легион», а затем перешедший в Калмыцкий кавалерийский корпус) и С. А. Немгуров (до войны работавший в органах советской милиции, но поступивший на службу в 1-й Донской казачий полк вермахта и позднее перешедший в Калмыцкий кавалерийский корпус)[36][37][38];
- в 1968 (или в 1969) году на территории СССР во время туристической поездки был задержан бельгийский гражданин калмыцкого происхождения Ермак Лукьянов, который в 1940 году во время советско-финской войны попал в финский плен, а после окончания военных действий отказался возвращаться в СССР, перебрался во Францию, а в 1943 году — вступил в Калмыцкий кавалерийский корпус, заняв должность командира эскадрона, после войны получил гражданство Бельгии. Был признан невменяемым, после этого долго содержался в психиатрической больнице. В 1982-84 (точная дата неизвестна) был осуждён к смертной казни за измену Родине и расстрелян. Расстрел бельгийского гражданина вызвал протест ряда политиков Бельгии и других стран Запада[39].

## Память
- 14 ноября 1989 года Верховный Совет СССР признал депортацию калмыков и других репрессированных народов СССР «варварской акцией сталинского режима» и тяжелейшим преступлением[40]. В дальнейшем был принят ряд законов о возмещении ущерба калмыкам в связи с депортацией 1943—1944 гг.[35]
- Закон РСФСР от 26 апреля 1991 года № 1107-1 «О реабилитации репрессированных народов» признал репрессии народов СССР актом геноцида. Статья 4 данного закона провозгласила, что агитация, препятствующая реабилитации репрессированных народов, не допускается, а лица, совершающие такие действия, должны привлекаться к ответственности[41].
- с 2004 года 28 декабря является памятным днём жертв депортации калмыцкого народа[42]. Этот день на территории Калмыкии является нерабочим днём.